# Държавен музей на египетското изкуство (Мюнхен)
Държавният музей на египетското изкуство (на немски: Staatliches Museum Ägyptischer Kunst) е държавен музей в Мюнхен, Бавария.
В него се намират скулптури от Древен Египет до християнското време на коптите и предмети от съседни култури в Нубия, Асирия и Вавилония.
Музеят е открит през 1966 г. и се намира в Мюнхенската резиденция. Новата сграда на музея заедно с Висшето училище за телевизия и филм в Ареала на изкуството Мюнхен е готова от 2011 г. Изместването на музея в друга сграда е планирано от архитект Петер Бьом да се състои през юни 2013 г.

## Галерия
- Младият Аменемхет III (ок. 1800 пр.н.е.)
- Сфинкс от Сенусрет III
- Стъклен съд на Тутмос III (ок. 1450 пр.н.е.)
- Фараон Тутмос IV
- Маска на Сатджехути (ок. 1575 пр.н.е.)